# Stanley Tong
Stanley Tong Kwai Lai (唐季禮 | cantonés: Tong Gwai Lai | mandarín: Tán Jì Lǐ) es un director, productor y coreógrafo de artes marciales chino, nacido en Hong Kong el 7 de abril de 1960.

## Biografía
Educado en Canadá, Tong volvió a Hong Kong para trabajar como especialista cinematográfico. A principios de la década de los 80 ya había intervenido como asistente de dirección y coreografía en varias películas antes de destacar como director de acción en Guerreros invencibles de David Chung en 1987. Su trabajo atrajo la atención de la productora Teresa Woo, que lo contrató junto a Tang Tak Wing para dirigir las dos últimas películas de la serie cinematográfica Grupo especial antidroga (1988-89) con Moon Lee y Alex Fong. El éxito internacional de estas películas animó a Tong a fundar su propia productora cinematográfica, Golden Gate Film Production Ltd., con la que debutó como productor y realizador en jefe en 1991 con Stone Age Warriors. La película tuvo una buena acogida y sirvió a Tong como carta de presentación ante Jackie Chan, que buscaba un nuevo director para su película de acción Supercop (1992). El éxito de taquilla del film provocó que Tong dirigiera más vehículos para Chan (por dos de ellos, Duro de matar e Impacto inminente, ambos consiguieron el Hong Kong Film Award a la Mejor coreografía de acción) y además marchara a Hollywood a dirigir la película Mr. Magoo con Leslie Nielsen y varios episodios de la serie Martial Law con Sammo Hung.